# Communauté de communes du Grand Pic Saint-Loup
 (mars 2019).
Si vous disposez d'ouvrages ou d'articles de référence ou si vous connaissez des sites web de qualité traitant du thème abordé ici, merci de compléter l'article en donnant les références utiles à sa vérifiabilité et en les liant à la section « Notes et références ».
La communauté de communes du Grand Pic Saint-Loup est une communauté de communes, située au nord de Montpellier, dans le département de l'Hérault et la Région Occitanie.
Elle est l'un des 16 établissements publics de coopération intercommunale à fiscalité propre dont le siège est situé dans le département.
La Communauté de communes compte 36 communes.

## Histoire
Elle a été créée par arrêté préfectoral du 7 décembre 2009, déclarant la fusion des trois communautés de communes de l'Orthus, du Pic Saint-Loup et de Séranne Pic Saint-Loup, au 1er janvier 2010.
Au 1er janvier 2013, elle a été rejointe par 3 nouvelles communes, jusqu'alors membres de la communauté de communes Ceps et Sylves.
Elle tire son nom d'un sommet montagneux situé sur son territoire, le pic Saint-Loup.

## Communes membres
La communauté de communes est composée des 36 communes suivantes :

| Nom                               | Code Insee | Gentilé          | Superficie (km2) | Population (dernière pop. légale) | Densité (hab./km2) |
| --------------------------------- | ---------- | ---------------- | ---------------- | --------------------------------- | ------------------ |
| Saint-Mathieu-de-Tréviers (siège) | 34276      | Tréviésois       | 21,92            | 4 869 (2022)                      | 222                |
| Assas                             | 34014      | Assadins         | 19,11            | 1 430 (2022)                      | 75                 |
| Buzignargues                      | 34043      | Buzignarguais    | 4,61             | 373 (2022)                        | 81                 |
| Causse-de-la-Selle                | 34060      | Caussenards      | 45,19            | 443 (2022)                        | 9,8                |
| Cazevieille                       | 34066      | Cazevieillains   | 16,21            | 228 (2022)                        | 14                 |
| Claret                            | 34078      | Claretains       | 28,27            | 1 697 (2022)                      | 60                 |
| Combaillaux                       | 34082      | Combaillaulencs  | 9,06             | 1 961 (2022)                      | 216                |
| Ferrières-les-Verreries           | 34099      | Ferriérains      | 17,42            | 46 (2022)                         | 2,6                |
| Fontanès                          | 34102      | Fontanais        | 8,18             | 355 (2022)                        | 43                 |
| Guzargues                         | 34118      | Guzarguois       | 11,73            | 497 (2022)                        | 42                 |
| Lauret                            | 34131      | Laurétois        | 6,67             | 621 (2022)                        | 93                 |
| Mas-de-Londres                    | 34152      | Maslondrais      | 19,06            | 673 (2022)                        | 35                 |
| Les Matelles                      | 34153      | Matellois        | 16,81            | 2 068 (2022)                      | 123                |
| Murles                            | 34177      | Murlois          | 24,06            | 353 (2022)                        | 15                 |
| Notre-Dame-de-Londres             | 34185      | Londrins         | 28,15            | 523 (2022)                        | 19                 |
| Pégairolles-de-Buèges             | 34195      |                  | 13,35            | 55 (2022)                         | 4,1                |
| Rouet                             | 34236      |                  | 24,77            | 69 (2022)                         | 2,8                |
| Saint-André-de-Buèges             | 34238      |                  | 15,26            | 47 (2022)                         | 3,1                |
| Saint-Bauzille-de-Montmel         | 34242      | Saint-Bauzillois | 21,52            | 1 212 (2022)                      | 56                 |
| Saint-Clément-de-Rivière          | 34247      | Saint-Clémentois | 12,73            | 5 140 (2022)                      | 404                |
| Saint-Gély-du-Fesc                | 34255      | Saint-Gilois     | 16,51            | 10 530 (2022)                     | 638                |
| Saint-Hilaire-de-Beauvoir         | 34263      |                  | 4,69             | 458 (2022)                        | 98                 |
| Saint-Jean-de-Buèges              | 34264      |                  | 16,9             | 211 (2022)                        | 12                 |
| Saint-Jean-de-Cornies             | 34265      |                  | 3,11             | 839 (2022)                        | 270                |
| Saint-Jean-de-Cuculles            | 34266      | Cucullois        | 9,09             | 532 (2022)                        | 59                 |
| Saint-Martin-de-Londres           | 34274      | Saint-Martinois  | 38,2             | 2 728 (2022)                      | 71                 |
| Saint-Vincent-de-Barbeyrargues    | 34290      | Vincenots        | 2,24             | 760 (2022)                        | 339                |
| Sainte-Croix-de-Quintillargues    | 34248      | Quintillarguois  | 6,62             | 970 (2022)                        | 147                |
| Sauteyrargues                     | 34297      |                  | 12,76            | 435 (2022)                        | 34                 |
| Teyran                            | 34309      | Teyrannais       | 10,04            | 4 729 (2022)                      | 471                |
| Le Triadou                        | 34314      | Triadencs        | 6,3              | 692 (2022)                        | 110                |
| Vacquières                        | 34318      | Vacquiérois      | 14,74            | 757 (2022)                        | 51                 |
| Vailhauquès                       | 34320      | Vailhauquois     | 16,12            | 2 684 (2022)                      | 167                |
| Valflaunès                        | 34322      |                  | 21,04            | 793 (2022)                        | 38                 |
| Viols-en-Laval                    | 34342      | Violois          | 16,03            | 216 (2022)                        | 13                 |
| Viols-le-Fort                     | 34343      | Violains         | 16,73            | 1 223 (2022)                      | 73                 |

## Administration

### Conseil communautaire
Le Conseil communautaire est composé de 67 conseillers titulaires : sa composition a été établie sur la base d'un accord local, conformément à la disposition l-2 de l'article 5211-6-1 du Code général des collectivités territoriales.
Les communes de moins de 1 000 habitants disposent d'un conseiller titulaire et d'un suppléant en cas d'empêchement.

### L'exécutif
Élu par le Conseil, l’exécutif se compose du Président et de 14 Vice-présidents :
|                     | Nom                    | Commune                        | Délégation |
| ------------------- | ---------------------- | ------------------------------ | --- |
| Président           | Alain Barbe            | Les Matelles                   | |
| 1re vice-présidente | Michèle Lernout        | Saint-Gély-du-Fesc             | Jeunesse, sports et activités de pleine nature |
| 2e vice-président   | Antoine Martinez       | Sainte-Croix-de-Quintillargues | Développement économique, attractivité du territoire, emploi et formation                                                                                  |
| 3e vice-président   | Hussam Al-Mallak       | Vailhauquès                    | Aménagement de l’espace et du territoire |
| 4e vice-président   | Jérôme Lopez           | Saint-Mathieu-de-Tréviers      | Bourgs-centres |
| 5e vice-président   | Jean-Claude Armand     | Saint-Jean-de-Cornies          | Eau et assainissement |
| 6e vice-président   | Pierre Antoine         | Guzargues                      | Finances |
| 7e vice-présidente  | Françoise Gallas       | Teyran                         | Enfance et action sociale |
| 8e vice-président   | Laurent Senet          | Saint-Jean-de-Buèges           | Agriculture et préservation des ressources naturelles, environnement                                                                                       |
| 9e vice-présidente  | Martine Durand-Rambier | Claret                         | Culture et patrimoine |
| 10e vice-président  | Philippe Doutremepuich | Causse-de-la-Selle             | Animation de la gouvernance |
| 11e vice-présidente | Françoise Matheron     | Saint-Bauzille-de-Montmel      | Transition écologique, gestion des risques majeurs, de la démocratie participative et de la communication interne entre l’intercommunalité et les communes |
| 12e vice-président  | Jean-Baptiste Panchau  | Vacquières                     | Travaux |
| 13e vice-président  | Gérard Brunel          | Saint-Martin-de-Londres        | Ressources humaines |
| 14e vice-président  | Jérôme Pouget          | Saint-Clément-de-Rivière       | Fonds de concours et mutualisation |

## Compétences
La Communauté de communes exerce en lieu et place de ses communes membres des compétences diverses qui ont trait au quotidien des habitants du territoire du Grand Pic Saint-Loup, en matière d’économie, d’environnement, d’aménagement du territoire, de cadre de vie, de services et de loisirs :

### Compétences obligatoires
- Aménagement de l’espace communautaire
- Développement économique
- GEMAPI (Gestion des Milieux Aquatiques et Prévention des Inondations)
- Aménagement, entretien et gestion des aires d’accueil des gens du voyage et des terrains familiaux locatifs
- Collecte et traitement des déchets ménagers et assimilés
- Eau

### Compétences optionnelles
- Protection et mise en valeur de l’environnement
- Politique du logement et du cadre de vie
- Création, aménagement et entretien de la voirie d’intérêt communautaire
- Création et gestion de maisons de services au public
- Action sociale d’intérêt communautaire

### Compétences facultatives
- Construction, entretien et fonctionnement d'équipements culturels et sportifs d'intérêt communautaire

### Compétences supplémentaires
- Animations sportives, culturelles, touristiques et de loisirs
- Chambre funéraire intercommunale
- Compétences hors GEMAPI : lutte contre la pollution, surveillance de la ressource en eau...